# Eulophia angustilabris
Eulophia angustilabris är en orkidéart som beskrevs av Gunnar Seidenfaden. Eulophia angustilabris ingår i släktet Eulophia och familjen orkidéer.
Artens utbredningsområde är Thailand. Inga underarter finns listade i Catalogue of Life.